# Álex Pina
Álex Pina, właściwie Alejandro Pina Calafi (ur. 23 czerwca 1967 w Pampelunie) – hiszpański producent telewizyjny, scenarzysta, twórca i reżyser. W 2019 wymieniony na liście „Top International Showrunners of 2019” magazynu The Hollywood Reporter.

## Biografia
Urodził się w Pampelunie 23 czerwca 1967. Pracował jako dziennikarz w El Diario Vasco, Diario de Mallorca i Europa Press.
W latach 1993–1996 pracował jako scenarzysta i redaktor w Videomedia, a w 1996 roku dołączył do Globomedia.
W 1997 roku, w tej samej firmie produkcyjnej, rozpoczął karierę jako scenarzysta w serialu Más que amigos, stamtąd zaczął grać role twórcy i producenta wykonawczego w hiszpańskich serialach takich jak Los Serrano, Los hombres de Paco i El barco.
Pod koniec 2016 roku, po premierze Uwięzionych na Antena 3, opuścił Globomedia i założył Vancouver Media, własną firmę produkcyjną. Pierwszą produkcją był serial Dom z papieru, który miał premierę 2 maja 2017. Serial ukazał się na platformie Netflix i stał się największym sukcesem w jego karierze.

## Filmografia
- Caiga quien caiga (1996)
- Más que amigos (1997-1998)
- Periodistas (1998-2002)
- Rodzina Serrano (2003-2008)
- Paco i jego ludzie (2005-2010)
- Fuga de cerebros (2009)
- Trzy metry nad niebem (2010)
- Fuga de cerebros 2 (2011)
- Statek (2011-2013)
- Tylko ciebie chcę (2012)
- Bienvenidos al Lolita (2014)
- Kamikaze (2014)
- Uwięzione (2015-2016)
- Dom z papieru (2017-2020)
- Przystań (2019-2020)
- White Lines (2020)
- Sky Rojo (2021-2023)
- Berlin (2023)